# Ingvar Gärd

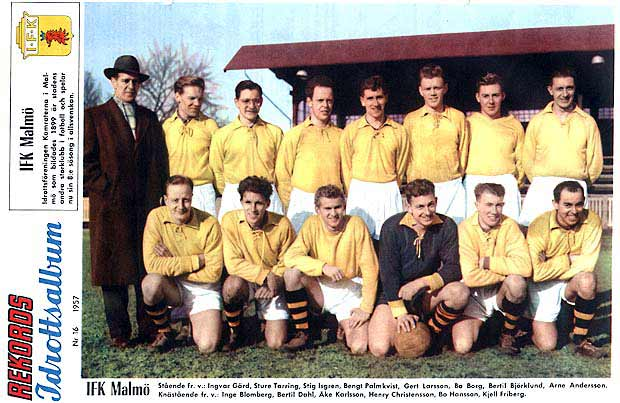
IFK Malmö 1957 med den tidigare landslagsspelaren Ingvar Gärd som tränare.

Gustaf Ingvar Bertil Gärd, född 6 oktober 1921 i Malmö, död 31 augusti 2006 i Malmö, fotbollsspelare, vänsterhalvback, tvåfaldig svensk mästare för Malmö FF 1949 och 1950 samt bronsmedaljör vid VM i fotboll 1950, där han spelade Sveriges samtliga fem matcher. Totalt gjorde Gärd sex landskamper. Han var professionell i italienska Sampdoria 1950-51 och efter karriären tränare.

## Spelarkarriär
Gärd växte upp i Håkanstorp i Malmö och började spela fotboll i Håkanstorp BK. Från 1941 spelade han för Malmö FF, vanligtvis som vänsterhalv, och han representerade klubben under återstoden av årtiondet. Malmö FF var vid den här tiden en toppklubb i den svenska högstadivisionen. MFF vann Allsvenskan 1944, 1949, 1950 och 1951 samt dessutom cupen 1944, 1946 och 1947. Gärd var ordinarie i startelvan och han kom med i den landslagstrupp som representerade Sverige i Världsmästerskapet i fotboll 1950. Gärd spelade i Sveriges alla fem matcher. 
Efter VM-slutspelet värvades han av den italienska Serie A-klubben Sampdoria. Han spelade 20 matcher under sin första och enda säsong i utlandet. Han återkom till Sverige redan 1951, men eftersom han varit professionell fick han inte spela seniorfotboll på grund av de stränga amatörregler som gällde vid tillfället. 

## Tränarkarriär
Då han inte fick spela fotboll blev han istället tränare för Trelleborgs FF säsongen 1954/1955. TFF vann division 3 och Gärd tog det följande året över som tränare för IFK Malmö. 1956 förde han klubben till allsvenskan efter serieseger i division 2. 1960 kvalificerade sig IFK Malmö för Europacupspel, eftersom man ledde serien vid slutet av vårsäsongen (IFK Norrköping vann serien efter hela säsongen och Malmö blev tvåa), och man tog sig till kvartsfinal, där man blev utslagna av storklubben Rapid Wien i två 0–2-nederlag.
Framgångarna i Europa avlöstes av mer modesta framgångar på hemmaplan och 1962 blev IFK Malmö nedflyttade från allsvenskan.

## Privatliv
Ingvar Gärd var gift med italienskfödda Toni. Vid sidan av fotbollen jobbade han som produktchef på Wilhelm Sonesson i Malmö.